# Rashid Mahazi
Rashid Mahazi (Melbourne, 20 aprile 1992) è un ex calciatore australiano, di ruolo centrocampista.

## Carriera
In carriera ha giocato 10 per l'AFC Champions League, tutte con il Melbourne Victory.